# Luise Adelgunde Victorie Gottsched
Luise Adelgunde Victorie Gottsched, szül. Kulmus (Gdansk, 1713. április 11. – Lipcse, 1762. június 26.) német írónő.

## Élete
Gottsched édesapja jómódú orvos volt, így lánya otthon kiváló képzésben részesült. A szülői házban, 1729-ben ismerkedett meg Johann Christoph Gottscheddel, későbbi férjével (1735). Már házassága előtt is feltűnt írói ill. fordítói tehetsége, de férje támogatásával továbbképezte magát és később jelentősen hozzájárult férje publicisztikáihoz. Így például egy korabeli moralizáló, intellektuális angol hetilap The Spectator (németül Der Zuschauer, 1739–1745) illetve egy másik hasonló angol lap The Guardian (ez nem azonos a ma is ezen a címen megjelenő angol lappal) nagy részét ő fordította németre. Ezen kívül együttműködött Pierre Bayle francia „Történelmi és kritikai szótár” német kiadásában és fordításában (1741–44), valamint német mintadrámák megfogalmazásában nagy segítsége volt férjének, miközben lefordította Alexander Pope Fürtrablás című művét is. Bár több költeményt, tragédiát (Panthea) és szatírát is írt, tehetsége leginkább vígjátékaiban mutatkozott meg, egyik legismertebb darabja „Die Pietisterey im Fischbein-Rocke” antipietista komédia nagy vitát kavart.

## Legfontosabb művei és fordításai
- Der Frau von Lambert Betrachtungen über das Frauenzimmer. 1731 [Fordítás]
- Der Sieg der Beredsamkeit. 1735 [Fordítás M. A. Poisson de Gomez]
- Die Pietisterey im Fischbein-Rocke; Oder die Doctormäßige Frau, 1736
- Die ungleiche Heirat. In: Die Deutsche Schaubühne. 4. szám, 1743
- Panthea. In: Die Deutsche Schaubühne. 5. szám, 1744
- Die Hausfranzösinn, oder die Mammsell. In: Die Deutsche Schaubühne. Herrn Alexander Popens Lockenraub, 1744
- Das Testament. 1745. In: Die Deutsche Schaubühne. 6. szám, 1745
- Der Witzling. In: Die Deutsche Schaubühne
- Neue Sammlung auserlesener Stücke aus Popens, Eachards, Newtons und anderer Schriften, 1749
- Der kleine Prophet von Böhmischbroda, 1753
- Sämmtliche kleinere Gedichte […], herausgegeben von Ihrem hinterbliebenen Ehegatten, 1763

## Magyarul
- Elménci; átdolg. Elke Tasche, ford. Gáli Józsefin; in: Hölgykoszorú. Klasszikus német egyfelvonásosok; NPI, Bp., 1976 (Színjátszók kiskönyvtára)